# Smithfield, Utah
Smithfield är en ort i Cache County i delstaten Utah, USA.